# تحلیل مقابله‌ای
تحلیل مقابله‌ای (انگلیسی: Contrastive analysis) به مقایسه دو زبان با توجه کردن به تفاوت‌ها و شباهت‌های آن‌ها گفته می‌شود.